# كوليمفاري (خانية)
كوليمفاري (باليونانية: Κολυμβάρι)‏ هي مدينة في خانية في اليونان.